# Frederic Clay
Frederic Emes Clay, né le 3 août 1838 – mort le 24 novembre 1889, est un compositeur britannique surtout connu pour sa musique de scène. Clay, grand ami de Arthur Sullivan, écrit quatre opéras comiques avec William S. Gilbert et présente les deux hommes l'un à l'autre.
Fonctionnaire au département du Trésor, Clay commence à composer sérieusement au début des années 1860. Son premier grand succès est Ages Ago (en) (1869), bref opéra comique sur un livret de William S. Gilbert pour la petite Royal Gallery of Illustration. D'autres pièces avec Gilbert et autres lui succèdent et Clay se tourne vers la composition à temps plein après la mort de son père en 1873. Cette année-là, il compose une version bien accueillie de l'opéra-bouffe The Black Crook pour l'Alhambra Theatre. La dernière pièce de Clay avec Gilbert est Princess Toto (en) (1875). Il est également l'auteur de deux cantates. Ses deux dernières compositions sont deux opéras à succès composés en 1883, The Merry Duchess et The Golden Ring. Il est ensuite victime d'un accident vasculaire cérébral qui le laisse paralysé à 44 ans.

## Biographie
Clay naît à Paris de parents anglais, James Clay (1804–1873), membre du parlement, et son épouse, Eliza Camilla Woolrych. Clay est le quatrième de six frères et sœurs. Son père est célèbre comme joueur de whist et l'auteur d'un traité sur ce sujet, ainsi qu'un compositeur amateur. Sa mère a aussi une formation musicale car sa mère était chanteuse d'opéra. Clay est éduqué à domicile par des tuteurs privés, étudie le piano et violon puis la composition musicale auprès de Wilhelm Bernhard Molique à Londres et, en 1863, auprès de Moritz Hauptmann à Leipzig en Allemagne. Il travaille ensuite comme fonctionnaire au département du Trésor tandis qu'il continue à composer.
Après la mort de son père en 1873, son héritage lui permet de devenir compositeur à temps plein. A l'exception de quelques chansons, des hymnes, de pièces instrumentales et deux cantates, ses compositions sont presque toutes écrites pour la scène. Au milieu des années 1860, Clay et son ami Arthur Sullivan sont fréquemment invités chez John Scott Russell. Vers 1865, Clay se fiance avec Alice, la fille cadette de Scott Russell, et Sullivan courtise Rachel, la fille du milieu. Les Scott Russell se félicitent de l'engagement d'Alice avec Clay mais celui-ci y met un terme.

### Début de carrière

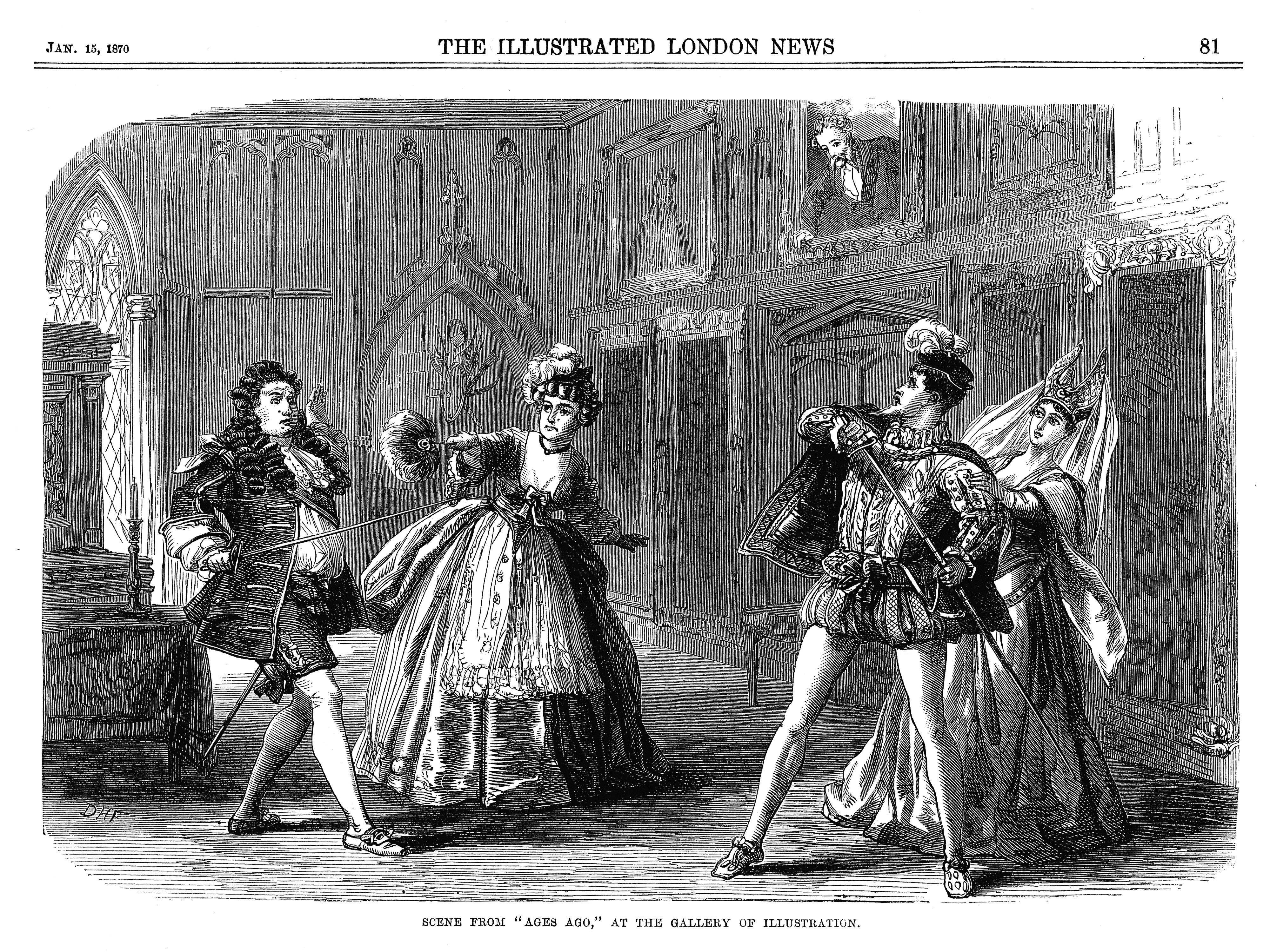
Scène d'Ages Ago dans The Illustrated London News

Clay écrit sa première courte pièce pour le théâtre amateur en 1859 intitulée The Pirate's Isle et achève la brève pièce comique Out of Sight l'année suivante. Sa première œuvre produite professionnellement est un opéra intitulé Court and Cottage avec un livret de Tom Taylor, présentée au théâtre de Covent Garden en 1862. En 1865, il compose un autre opéra pour le même théâtre, Constance (qui est un échec) sur un livret de Thomas William Robertson. Avec B. C. Stephenson (en), il écrit trois pièces interprétées par des amateurs : The Pirate's Isle, Out of Sight et The Bold Recruit (1868), et, avec William S. Gilbert, est l'auteur de Ages Ago (en) (1869) pour la Royal Gallery of Illustration de Thomas German Reed. Cette pièce, donnée 350 fois de suite à l'époque, est encore reprise de temps en temps. Clay présente Gilbert à Arthur Sullivan durant une répétition de Ages Ago. The Bold Recruit est repris au bénéfice de German Reed à la « Royale Gallery of Illustration » en 1870 comme pièce d'accompagnement pour Ages Ago.
Ces créations sont suivies de The Gentleman in Black (en) (1870, également avec Gilbert), In Possession (1871, aussi pour German Reed), Happy Arcadia (en) (1872, avec Gilbert), Oriana (1873, sur un livret de James Albery), Green Old Age et Cattarina (tous deux en 1874 sur des livrets de Robert Reece (en)), Princess Toto (en) (1875, dernière collaboration entre Clay et Gilbert) et Don Quixote (1876). Ages Ago (pièce en un acte) et Princess Toto (opéra comique en trois actes) sont considérées comme étant parmi les œuvres les plus mélodieuses et plaisantes de Clay. The Times écrit que la musique de Princess Toto « n'est probablement dépassée par aucune œuvre anglaise moderne du genre pour la gaieté et le charme mélodieux ».
Clay compose aussi des parties de la musique pour le spectacle Babil and Bijou (1872, également pour German Reed) et la version très bien accueillie pour opéra bouffe de The Black Crook (1873 inspiré de la même source que la comédie musicale américaine du même nom avec Kate Santley (en) en vedette), toutes deux produite avec succès au Alhambra Theatre. Il fournit également la musique de scène pour une reprise de La Nuit des rois.

### Cantates et fin de carrière
Les deux cantates de Clay sont intitulées The Knights of the Cross (1866) et Lalla Rookh (qui contient la chanson peut-être la plus connue de Clay, I'll sing thee songs of Araby ainsi que Still this golden lull), produite avec succès au festival de Brighton en 1877. Clay a de la difficulté à trouver du travail à Londres et se rend en Amérique où il rencontre un succès mitigé avant de rentrer en Angleterre en 1881. Ses dernières compositions sont The Merry Duchess (1883) au Royalty Theatre (en) avec Kate Santley (en) et dans laquelle Louie Henri (en) se produit également, et The Golden Ring (avec Marion Hood (en)) (1883), tous deux sur des paroles de George Robert Sims. Cette dernière pièce est écrite pour la réouverture de l'Alhambra, ravagé par un incendie l'année précédente. Ces spectacles sont non seulement des succès mais montrent une progression artistique par rapport aux compositions antérieures de Clay.
Arthur Sullivan, ami de Clay, écrit : « Dans toutes ses œuvres Clay a montré un don naturel pour la mélodie gracieuse et un sentiment de riche coloration harmonique. [Parmi ses chansons on compte] She wandered down the mountain side, Long ago et The Sands of Dee ». Ses autres chansons ayant obtenu un succès populaires sont Gipsy John et Who Knows,.
Après avoir dirigé la deuxième représentation de The Golden Ring en décembre 18833, Clay est victime d'un accident vasculaire cérébral qui le paralyse et met un terme à sa vie productive. En 1889, on le trouve noyé dans sa baignoire à 51 ans dans la résidence de ses sœurs à Marlow, vraisemblablement suicidé. Il est enterré au cimetière de Brompton.